# گوملا
گوملا (به انگلیسی: Gumla) یک زیستگاه انسانی در هند است که در ناحیه گوملا واقع شده‌است.

## خصوصیات
گوملا ۱۰۴٬۶۰۰ نفر جمعیت دارد.